# 海況
海況（かいきょう）とは、海の状態のことである。水温や海水内の塩分分布、海流状態、水塊、プランクトンの状況、pH、波浪状態、透明度、溶存酸素量などを総合したもので、普通は水温、水塊、海流を解析して行う。日本では東北や北海道の冷害に対し親潮との関係が深いと考えられている為、古くから調査が行われている。なお予想は天気予報に比べると精度は低いが、日本では毎年3月に気象庁から発表される。また、海の荒れ模様を数字で表すことも海況という。

## 概要
海洋学では、海況は大規模水域の自由な海面について、ある位置と瞬間の風浪とうねりに関する状況のことである。海況は波高、周期、およびパワー・スペクトルを含む統計によって特徴付けられる。海況は時間と共に変化し、風況かうねりの状態が変化するのに従う。海況は訓練された船員のような経験を積んだ観察者、或いは気象ブイ、波高レーダーまたは遠隔探査衛星のような器具を通して評価出来る。
ブイ測定値の場合には、統計は海況が一定であると考えることができる時間間隔の間、決定する。この持続時間は、個々の波の周期よりはるかに長いが、風とうねりの状態がかなり異なる期間よりは小さくなければならない。通常、100〜1000回の波の周期に関する記録が、波の統計を決定するのに使用される。
多くの変数を含んだ海況の作成は直ちにも、また容易にも出来ることではないので、より簡単な尺度が使われる。これらは状態について大体の、しかし、簡潔な記述とされており、航海日誌か同様の記録で報告する用途に使われている。

### 風浪階級表
世界気象機関（WMO）の海況コードはダグラス海況階級の定義を主に採用しWMO 3700として規格化されている。日本では「風浪階級」と称し、気象庁風浪階級表として告示され、WMO 3700と同値となっている。下記に表を掲載する。これらの表の日本語訳は上記告示等に従った。
次項でうねり階級についても表を掲載する。風浪階級は「海洋波を「風浪」と「うねり」に分けた場合の「風浪」の平均波高（1/3有義波高に相当）をクラス分けしたもの」であり、「うねり」については別の尺度が存在するためである。どちらも0から9までの区分となっており、対照的に掲載する場合もある。
| 風浪階級 (WMO Sea State Code) | 波高 (Wave Height)   | 説明 (Characteristics)                   |
| ----------------------------- | -------------------- | ---------------------------------------- |
| 0                             | 0m                   | 鏡のようになめらかである (Calm / glassy) |
| 1                             | 0.1m 未満            | さざ波がある (Calm / rippled)            |
| 2                             | 0.1m 以上 0.5m 未満  | なめらか、小波がある (Smooth / wavelets) |
| 3                             | 0.5m 以上 1.25m 未満 | やや波がある (Slight)                    |
| 4                             | 1.25m 以上 2.5m 未満 | かなり波がある (Moderate)                |
| 5                             | 2.5m 以上 4m 未満    | 波がやや高い (Rough)                     |
| 6                             | 4m 以上 6m 未満      | 波がかなり高い (Very rough)              |
| 7                             | 6m 以上 9m 未満      | 相当荒れている (High)                    |
| 8                             | 9m 以上 14m 未満     | 非常に荒れている (Very high)             |
| 9                             | 14m 以上             | 異常な状態 (Phenomenal)                  |

- 「波の高さ」とは、観測している波浪系の中で比較的大きな形の良い波を観測して得られる平均波高である。
- 丁度境界に当たる高さの場合は下のコード値とする。例えば、波高2.5mの場合にはコードは4とする。

### うねり階級表
うねり階級（Sea swell）の表組み、訳語などは日本海洋データセンター、Wikipedia英語版などに従った。
| うねり階級 Character of the sea swell | うねり階級 Character of the sea swell |
| ------------------------------------- | --- |
|                                       | 0.うねりがない(None) |
| 弱い Low                              | 1. 短くまたは中位の弱いうねり（波高2m未満）(Short or average) 2. 長く弱いうねり（波高2m未満）(Long)                                       |
| やや高い Moderate                     | 3. 短くやや高いうねり（波高2m 〜 4m）(Short) 4. 中位のやや高いうねり（波高2m 〜 4m）(Average) 5. 長くやや高いうねり（波高2m 〜 4m）(Long) |
| 高い Heavy                            | 6. 短く高いうねり（波高4m以上）(Short) 7. 中位の高いうねり（波高4m以上）(Average) 8. 長く高いうねり（波高4m以上）(Long)                   |
|                                       | 9. 2方向以上からうねりがきて海上が混乱している場合(Confused)                                                                              |

- 下記の言葉は定量的な定義がある
  - 短く：波長100m未満、周期8.0秒以下
  - 中位の：波長100〜200m、周期8.1〜11.3秒
  - 長く：波長200m以上、周期11.4秒以上
- うねりの方向は記録しておく必要がある。
- 混濁したうねりが北東の方角から来る場合、「confused northeast」というように記録されなければならない。

## 海洋技術における海況
工学での活用では、海況はよく次の2つのパラメータによって特徴付けられる。
- 有義波高H1/3:1/3に最も高い波の平均の波高。

- 平均波周期(mean wave period)、T1。

Sea Stateはこれら2つのパラメータ(または、この2つの変化)に加え、波スペクトル{\displaystyle S(\omega ,\Theta )}（波高スペクトル{\displaystyle S(\omega )}と波の進行方向スペクトル{\displaystyle f(\Theta )}の積）によって記述される。
いくつかの波高スペクトルを下記に記載する。波スペクトルの次元は{\displaystyle \{S(\omega )\}=\{{\text{length}}^{2}\cdot {\text{time}}\}}となり、スペクトルからSea Stateに関する多くの興味深い特性を見い出すことが出来る。
ある波の成分jにおいてスペクトル{\displaystyle S(\omega _{j})}と波の振幅{\displaystyle A_{j}}との関係は
{\displaystyle {\frac {1}{2}}A_{j}^{2}=S(\omega _{j})\,\Delta \omega }
- ITTC[5]が推奨する完全に荒れた海のスペクトル(ISSC[6]スペクトル/Pierson-Moskowitz スペクトルを修正):[7]

{\displaystyle {\frac {S(\omega )}{H_{1/3}^{2}T_{1}}}={\frac {0.11}{2\pi }}\left({\frac {\omega T_{1}}{2\pi }}\right)^{-5}\mathrm {exp} \left[-0.44\left({\frac {\omega T_{1}}{2\pi }}\right)^{-4}\right]}
- ITTCが推奨する広がりが制限されたスペクトル(JONSWAP spectrum)

{\displaystyle S(\omega )=155{\frac {H_{1/3}^{2}}{T_{1}^{4}\omega ^{5}}}\mathrm {exp} \left({\frac {-944}{T_{1}^{4}\omega ^{4}}}\right)(3.3)^{Y},}
ここで、
{\displaystyle Y=\exp \left(-\left({\frac {0.191\omega T_{1}-1}{2^{1/2}\sigma }}\right)^{2}\right)}
また、
{\displaystyle \sigma ={\begin{cases}0.07&{\text{if }}\omega \leq 5.24/T_{1},\\0.09&{\text{if }}\omega >5.24/T_{1}.\end{cases}}}
一例として関数{\displaystyle f(\Theta )}は下記のようになる。
{\displaystyle f(\Theta )={\frac {2}{\pi }}\cos ^{2}\Theta ,\qquad -\pi /2\leq \Theta \leq \pi /2}
したがって、Sea stateは次の関数によって、完全に決定され、再現することが出来る。{\displaystyle \zeta }が水位変動(wave elevation)であるとき、{\displaystyle \epsilon _{j}}は0から{\displaystyle 2\pi }の間で均一に分配され、{\displaystyle \Theta _{j}}は方向性分配関数{\displaystyle {\sqrt {f(\Theta )}}}からランダムに掃引される。{\displaystyle \zeta }は次式のようになる。
{\displaystyle \zeta =\sum _{j=1}^{N}{\sqrt {2S(\omega _{j})\Delta \omega _{j}}}\;\sin(\omega _{j}t-k_{j}x\cos \Theta _{j}-k_{j}y\sin \Theta _{j}+\epsilon _{j}).}
上に提示された短期間の波統計に加えて、長期海況統計がある。これは有義波高と平均波の周期による統合周波数表である。長い、または短い期間統計的な配分によって、船舶の運航寿命として期待出来る極値を見つけることが可能である。船舶の設計者は、最も極端なSea state(H1/3とT1の極値)を統合周波数表から見つけることが出来、また、設計者は波のスペクトルから、最も極端なSea stateにおいて発生し得る最大の水位変動を見出すことが出来、船の個々の部分で発生し得る最高負荷を、船舶の応答振幅要素から予測することが出来る。100年か1000年間で一度の海況に対する抗甚性が船舶や海洋構造物の設計では恒常的に要求される。